# Леони, Джонни
Джо́нни Лео́ни (итал. Johnny Leoni; 30 июня 1984, Сьон) — швейцарский футболист, вратарь. Привлекался в сборную Швейцарии.

## Карьера

### Клубная
Первым профессиональным клубом Леони был «Сьон». Проведя в этой команде 2 сезона и сыграв 30 матчей Джонни перешёл в «Цюрих». За несколько сезонов вытеснив из основы Давиде Тайни, Леони стал основным голкипером «Цюриха». С этой командой Леони трижды становился чемпионом Швейцарии и один раз выиграл кубок страны.
В январе 2013 года перешёл в кипрскую «Омонию», но не смог закрепиться в команде. Уже в феврале Леони перешёл на правах аренды до конца сезона в азербайджанский «Нефтчи». В апреле вернулся в «Омонию», так и не сыграв ни одного матча в чемпионате Азербайджана.
В августе 2013 года перешёл в португальский «Маритиму».

### Международная
С 2007 года Леони неоднократно вызывался в сборную Швейцарии, но на поле не выходил. В 2010 году голкипер был включён в заявку сборной на чемпионат мира в качестве одного из дублёров Диего Бенальо. Первый матч за сборную Леони провёл 10 августа 2011 года, выйдя на замену во втором тайме товарищеского матча со сборной Лихтенштейна.

## Достижения
«Цюрих»
- Чемпион Швейцарии (3): 2006, 2007, 2009
- Обладатель Кубка Швейцарии: 2005

«Омония»
- Обладатель Суперкубка Кипра: 2012